# Бхубанешвар
Бхубане́швар (ория ଭୁବନେଶ୍ୱର, англ. Bhubaneswar, хинди भुवनेश्वर) — город в Индии, в районе дельты реки Маханади, к югу от г. Каттака. Столица штата Одиша. Название города производно от слова Трибхубанешвар, которое переводится как бог (Ишвар) трёх миров (Трибхубан), являющегося эпитетом бога Шивы. Крупнейший город штата с населением 837 737 жителей (2011) и важный экономический и религиозный центр Восточной Индии. Бухбанешвар и Каттак часто называют городами-близнецами Одиши. Общая численность населения конурбации двух городов составляет 1,4 миллиона человек (2011). Столица Ориссы перенесена в Бхубанешвар из Каттака в 1948 году, спустя год после обретения Индией независимости.

## История

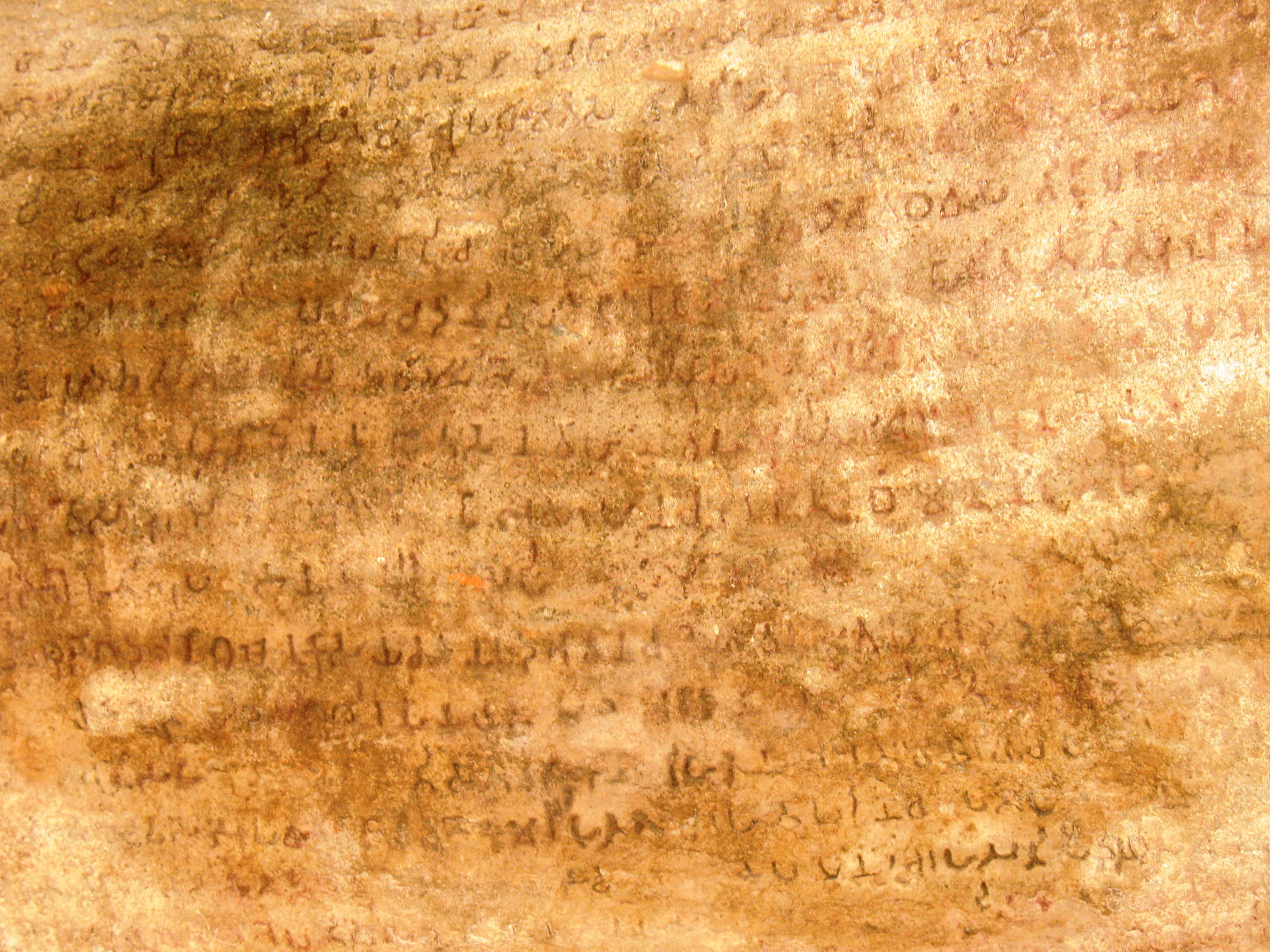
Высеченные надписи в пещерах Удаягири и Кхадагири

Историю Бухбанешвара можно разделить на историю древнего и историю нового города. Древний город имеет более чем двухтысячелетнюю историю. Впервые Бхубанешвар упоминается в связи с войной между империей Маурьев и государством Калинга: в 262 г. до н. э. император Ашока (272—236 гг. до н. э.) одержал крупную победу возле города, но, поражённый кровавым зрелищем, принял буддизм. К северо-западу от города сохранился камень с высеченным на нём текстом одного из эдиктов Ашоки. Во втором веке до н. э. император Кхаравела перенёс столицу государства Калинга в пригород современного Бхубанешвара, Сисулпагарх.

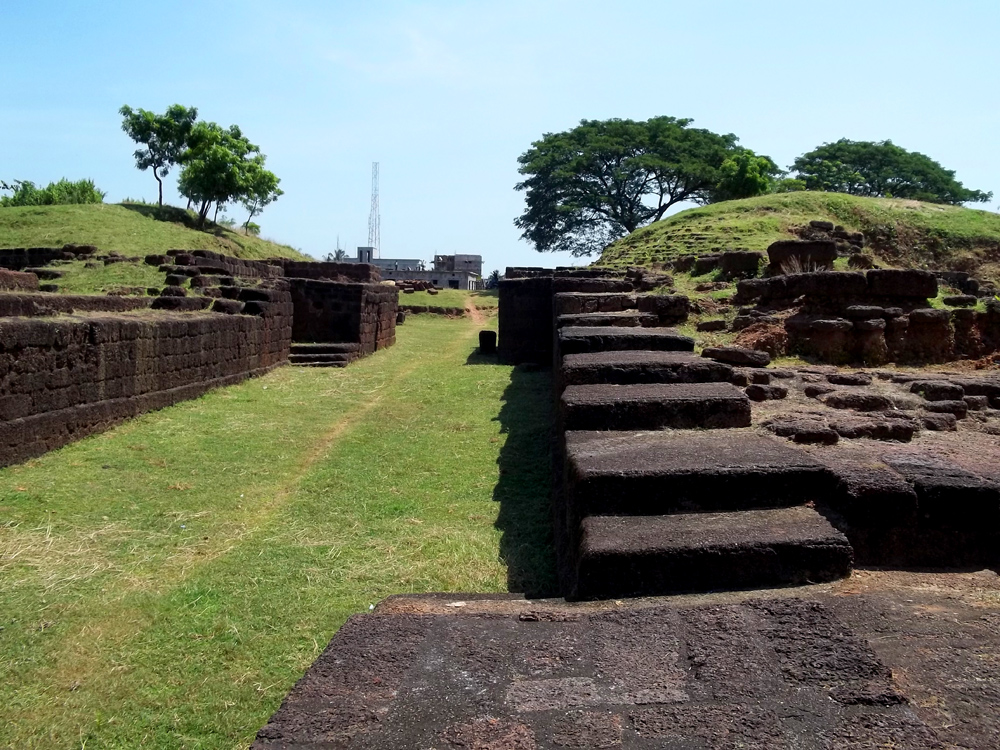
Руины Сисулпагарха

Исторические памятники подтверждают значимость Бхубанешвара в средние века, с VII по XI век н. э., когда правители Калинги управляли Ориссой и другими областями. Храмы Бхубанешвара VIII—XII веков построены под влиянием шиваизма Из-за многочисленных храмов, датируемых VIII—XIII веками, Бхубанешвар известен как «Город Храмов»: Тошали, Калинга Нагари, Нагар Калинга, Экамра Канан, Экамра Кшетра и Мандира Малини Нагари. В старой части города из семи тысяч храмов, окружавших священный пруд Бинду Сагар (Биндуз-Саровар), по поверьям, получающего воду из всех священных рек Индии, сохранилось около пятисот, в том числе классические образцы столпообразных храмов (покрытых снаружи резьбой, с прилегающими залами и воротами): Парашурамешвара (VIII век), Муктешвара (около 950 года). Самый крупный и значительный из них — храм Лингараджа в честь Шивы (1014 год) высотой около 55 м. Другие известные храмы — Вайтал Мандир, посвященный Чамунде (Шримати Калидеви), в котором совершается тантрическое поклонение, Сиддхешвар и Кедаргаури. Ежегодно в апреле проходит фестиваль колесниц, называемый Ашокаштами.
1 апреля 1936 года Орисса становится отдельной провинцией Британской Индии; столицей Ориссы с XII века являлся Каттак. 13 апреля 1948 года столица штата из Каттака, подверженного наводнениям и ограниченного в возможностях роста, была перенесена в Бхубанешвар. Современный город спроектирован немецким архитектором Отто Кёнигсбергером в 1946 году, строительстов началось в 1948 году. Бхубанешвар, вместе с Джамшедпуром и Чандигархом является одним из первых городов Индии, построенным согласно специальному плану. Хотя часть города была застроена согласно плану, его бурное развитие в последующие десятилетия вышло за пределы планирования.

## Физико-географическая характеристика
Бхубанешвар расположен в округе Кхордха. Город построен на равнинах восточного побережья, протянувшихся вдоль оси Восточных Гат. Средняя высота над уровнем моря — 45 м. Город находится к северо-западу от реки Маханади, которая образует северную границу пригородной зоны Бхубанешвара. На юге город ограничен рекой Дая, на востоке — рекой Куакхай. Бхубанешвар можно разделить на западную высокую часть и низкую восточную. Согласно оценке программы развития ООН Бхубанешвар подвержен высокому риску возникновения чрезвычайных ситуаций вследствие сильных ветров и циклонов.

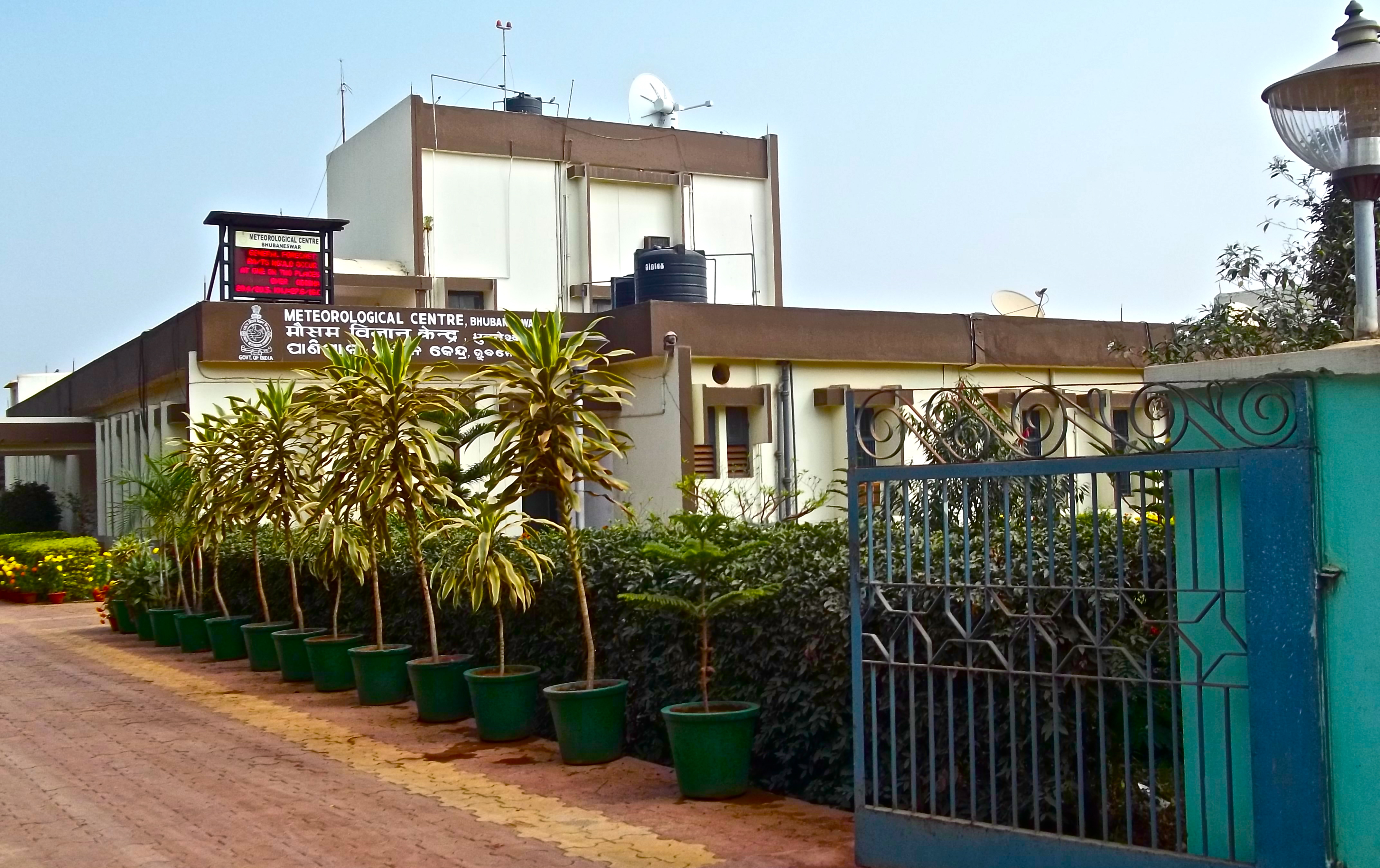
Метеорологический центр

Согласно классификации климатов Кёппена для Бхубанешвара характерен тропический климат саванн (Aw). Среднегодовая температура — 27,4 °С. Лето (с марта по июнь) жаркое и засушливое, в мае и июне температуры могут превышать 40 °С. Зима длится около 10 недель, с сезонным снижением температур до 15-18 С в декабре и январе.
| Показатель                    | Янв. | Фев. | Март | Апр. | Май  | Июнь | Июль | Авг. | Сен. | Окт. | Нояб. | Дек. | Год  |
| ----------------------------- | ---- | ---- | ---- | ---- | ---- | ---- | ---- | ---- | ---- | ---- | ----- | ---- | ---- |
| Абсолютный максимум, °C       | 34,8 | 38,2 | 41,8 | 44,8 | 46,3 | 44,4 | 41,0 | 37,2 | 37,7 | 36,4 | 35,0  | 33,3 | 46,3 |
| Средний суточный максимум, °C | 28,7 | 31,4 | 34,9 | 36,9 | 37,2 | 35,3 | 32,2 | 31,6 | 32,1 | 32,2 | 30,4  | 28,4 | 32,6 |
| Средняя температура, °C       | 22,2 | 25,1 | 28,6 | 30,9 | 31,7 | 30,7 | 28,7 | 28,4 | 28,5 | 27,6 | 24,9  | 22,0 | 27,4 |
| Средний суточный минимум, °C  | 15,6 | 18,7 | 22,2 | 25,0 | 26,2 | 26,1 | 25,2 | 25,1 | 24,8 | 23,0 | 19,4  | 15,6 | 22,2 |
| Абсолютный минимум, °C        | 9,4  | 12,0 | 14,4 | 17,8 | 18,2 | 19,4 | 21,4 | 18,2 | 18,3 | 16,4 | 12,4  | 10,2 | 9,4  |
| Норма осадков, мм             | 4    | 27   | 28   | 26   | 67   | 209  | 317  | 389  | 241  | 127  | 48    | 9    | 1492 |
| Источник: World Climate       |      |      |      |      |      |      |      |      |      |      |       |      |      |

## Население
Согласно данным переписи населения Индии 2011 года население города составило 837 737 человек, из них мужчин 445 233, женщин 392 504. Уровень грамотности — 95,69 %. 75 237 детей младше 6 лет.
Основной язык общения — ория, также большинство жителей города понимают английский и хинди. Помимо ория в Бхубанешваре проживают носители языков бенгали, марвари и телугу.

## Экономика
Бхубанешвар — важный быстрорастущий центр штата и восточной Индии. Важной отраслью экономики является туризм: в 2011 году город посетило около 1,5 миллиона туристов. Бхубанешвар был спроектирован так, что промышленные зоны были вынесены за пределы города. Вплоть до 1990-х в экономики города доминировали торговля и мелкое производство. После либерализации экономической политики в 1990-е годы в Бхубанешваре получили развитие телекоммуникационный сектор, сфера информационных технологий и высшее образование
Согласно данным переписи населения 2001 года только 2,15 % населения города были заняты в первичном секторе экономики (сельское и лесное хозяйство, добыча полезных ископаемых и др.), 2,18 % были заняты во вторичном секторе экономики (промышленное производство) и 95,67 % — в третичном секторе (сфера услуг).
В 2011 году, согласно оценке Торговой и промышленной палаты Индии, Бхубанешвар получил высший рейтинг занятости населения среди 17 городов второго эшелона развития.

## Транспорт
В Бхубанешваре расположена штаб-квартира Транспортной корпорации штата Одиша. Главный автовокзал города расположен в 8 км от его центра, в Бармунде. Отсюда отправляются рейсы в соседние штаты — Андхра-Прадеш, Джаркханд, Западную Бенгалию и Чхаттисгарх. Бхубанешвар с остальной Индией связывают национальной шоссе № 5, соединяющее Калькутту и Ченнаи и являющееся частью Золотого четырёхугольника, национальное шоссе № 203 и шоссе штата № 13 и 27BDA Snapshot. Bhubaneswar Development Authority. Дата обращения: 26 декабря 2012. Архивировано из оригинала 23 января 2013 года..
В центре Бхубанешвара проложена правильная сетка широких автодорог. Общая протяжённость городских автодорог составляет около 1600 км.
В Бхубанешваре расположена штаб-квартира Железной дороги Восточного побережья. Станция Бхубанешвар расположена на железнодорожной ветке, связывающей Хаору и Ченнаи. Отсюда отправляются пригородные поезда и поезда-экспрессы. Поскольку станция перегружена, существуют планы по строительству нового вокзала в Баранге. Также в пределах городской черты расположено ещё пять железнодорожных станций.
Городской аэропорт Биджу Патнаик расположен в 3 км от центра города и является единственным международным аэропортом штата. В марте 2013 года был открыт новый терминал аэропорта с пропускной способностью в 30 миллионов пассажиров в год.

## Породнённые города
- Купертино (Калифорния, США)[18]